# Primo Gibelli
Primo Gibelli, in russo Примо Анжелович Джибелли? (Milano, 27 dicembre 1893 – Madrid, 10 novembre 1936), è stato un militare italiano.

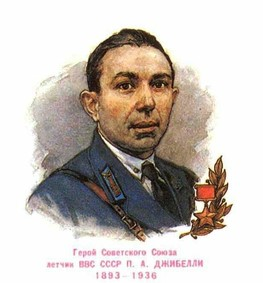
Primo Gibelli

Militante comunista, profugo in URSS, comandante della squadriglia internazionale "Lafayette" nella Guerra di Spagna, morto in combattimento per difendere Madrid, primo straniero decorato con l'onorificenza di Eroe dell'Unione Sovietica e con l'Ordine di Lenin.

## Biografia
È originario di Masano, frazione del comune di Caravaggio, cugino del deputato comunista Achille Stuani. I genitori lavorano tutto il giorno fuori casa e il bambino viene affidato al nonno Giovanni, vecchio garibaldino. Dopo qualche anno, la famiglia si trasferisce su invito di alcuni parenti a Torino; risiede in un quartiere operaio e il padre Angelo, socialista, trova lavoro presso gli stabilimenti della Fiat. Nei primi anni è allevato dal nonno ex garibaldino, in quanto i genitori debbono lavorare duramente per sostenere la famiglia.
Frequenta il ginnasio a Besançon. Tornato a Torino frequenta corsi serali ed entra nella FIAT nel reparto motori d'aviazione, scelta di lavoro che lo guiderà nella futura condotta militare nell'antifascismo internazionale. È avverso alla guerra di Libia ed è attivo nello smascherare il falso miraggio per i disoccupati di una possibilità di lavoro e nuova sistemazione portato avanti dai giornali al servizio della scelta politica dell'intervento in Libia, conosce quindi Antonio Gramsci, viene arrestato ma continua la sua attività di agitazione anti-guerrafondaia ed anti-imperialistica.
Nel 1917 è fra quei socialisti che salutano la Rivoluzione d'ottobre come faro per la emancipazione internazionale del proletariato e dell'umanità, nel contempo viene licenziato arrestato per manifestazione "sediziosa" ed inviato ad una scuola di addestramento militare che non fa in tempo a raggiungere per la fine del conflitto. Rientra in FIAT, nel momento in cui il movimento operaio, durante il biennio rosso, è in fase di attacco al sistema capitalistico sia con rivendicazioni salariali che sociali. Nel settembre del 1920 gli operai rispondono alla serrata dei padroni con l'occupazione delle fabbriche, il movimento operaio non supportato adeguatamente dal PSI, si prepara alla risposta militare contro la repressione con la speranza di poter arrivare alla rivoluzione socialista, nel contempo Benito Mussolini ha gettato la maschera per generare confusione per fasce di socialisti rivoluzionari e sindacalisti rivoluzionari in merito al movimento fascista e lo squadrismo inizia un feroce attacco alle organizzazioni operaie.
Nel gennaio 1921 a Livorno iniziano i lavori del XVII congresso del PSI, nel contempo la base operaia si scontra con gli squadristi fascisti: l'ala sinistra del partito visto l'inadeguatezza delle risposte da parte dei dirigenti del partito si stacca e nasce il Partito Comunista d'Italia a cui Gibelli aderisce immediatamente.
Il regime fascista nel 1922 sta oramai prendendo il potere e gli squadristi fascisti non ostacolati, se non spesso appoggiati dagli organi di repressione dello stato, si prendono la rivincita sui sovversivi; Torino è funestata da pestaggi ed uccisioni particolarmente barbare come quella del comunista Pietro Ferrero segretario della FIOM, anarchico, trascinato legato ad un camion attraverso la città, a Ferrero verrà intitolata una brigata SAP, operante a Torino:33º battaglione SAP "Pietro Ferrero", operante a Torino e nello specifico dell'insurrezione di aprile 1945 partecipo' agli scontri alle "Ferriere Piemontesi".. Vengono incendiati sia sedi di partiti avversi al regime che di organizzazioni operaie e dopo ci sono gli arresti soprattutto di socialisti, comunisti ed anarchici.

## Primo Gibelli in URSS
Incomincia il periodo del fuoriuscitismo con il riparare all'estero per i militanti antifascisti, per molti è l'accogliente Francia, per altri è la Russia Sovietica. Grazie all'appoggio dei fratelli Stuani Gibelli opta per questa seconda scelta ed entra direttamente nelle file dell'Armata Rossa, in cui incomincia a distinguersi per le sue capacità militari supportate dalle conoscenze tecniche apprese alla FIAT, dimostrando la sua capacità in azioni fulminee come pilota di autoblindo, al punto tale che per i suoi atti di valore viene ammesso al Partito Bolscevico.
Dopo la lotta contro l'Armata Bianca controrivoluzionaria e la fratricida guerra civile di Ucraina, Gibelli torna a Mosca e viene avviato alla scuola di addestramento militare per piloti di aeroplano nell'Armata Rossa. Ottiene il brevetto di pilota dimostrando eccezionale perizia e nel 1923 sposa Valentina figlia di Valeriano Maraz, altro fuoriuscito che è ormai soldato dell'Armata Rossa e legato da gran amicizia al Gibelli.
Partecipa ad azioni militari in Asia, viene abbattuto ma si salva salvando anche il preziosissimo, per i tempi aeroplano aggiustandolo alla "bella e meglio", ma riuscendo comunque farlo nuovamente volare riceve per tale azione l'Ordine della Bandiera rossa. Raggiunge con l'aeroplano nel 1928 una nave nel mar d'Azov che rischiava di perdersi e naufragare e la guida fino alla salvezza per cui riceve a Mosca la "decorazione" dell'Arma personale: un revolver cesellato, con dedica personale e riconoscimento dell'autorità politico-militare.
Diventa istruttore pilota sul Don, mentre i fascisti gli stanno dando ancora la caccia per cui gli viene arrestato il padre che non da alcuna notizia sul modo di reperire il figlio mentre le notizie i fascisti le ottengono dall'ambasciata sovietica di Roma, è il periodo degli "strani" contatti fra le "due rivoluzioni" del secolo, giocati con l'intento di situazioni di indebolimento dei reciproci regimi politici.
Paolo Robotti, cognato di Palmiro Togliatti ricorda aneddoti riguardanti il carattere spericolato di Gibelli che volendo passar sotto i ponti della Moscova come il grande pilota sovietico Valery Chkalov schiantò l'aereo e si ferì seriamente. Fu punito come d'altro canto l'amico pilota che era riuscito nell'impresa col divieto di volare; fu promosso maggiore per i meriti già acquisiti col comando di collaudatore di motori.
Nel 1934 finalmente i genitori riescono a raggiungerlo a Mosca e stringono amicizia con la famiglia di Antonio Gramsci, all'inizio della guerra di Spagna, mediante l'appoggio di Togliatti ottiene il permesso di andare a combattere contro i fascisti come pilota di aeroplano.

## Primo Gibelli nella guerra di Spagna
Gli aerei disponibili sono di vecchia costruzione per cui per poterli utilizzare al meglio Gibelli usa il metodo, insegnandolo alla squadriglia, dell'attacco a bassa quota con bombardamento e repentino ritorno in picchiata con mitragliamento per coprirsi la fuga, ovviamente il metodo è rischioso soprattutto con velivoli quasi desueti.
La  "Lafayette" dispone di Breguet XIX di vario tipo con diverse caratteristiche di maneggevolezza. Sebbene i piloti parlino lingue diverse riesce a distinguersi tanto da avere affidato il comando di un Potez 540 con equipaggio di 7 uomini, di scarsa velocità ed altrettanto scarse protezioni per l'equipaggio. La difesa di Madrid in particolare era guidata dal colonnello Demenciuk che, al comando di 4 Potez 540, decise, visto il mancato arrivo dei caccia di copertura, di tornare indietro avvisando i piloti a gesti, non essendo disponibile il collegamento radio. Solo in seguito si accorse che l'aereo di Gibelli era stato abbattuto.

## Morte di Primo Gibelli
Non è dato sapere se Primo Gibelli avesse capito o meno gli ordini ricevuti dal colonnello: il suo carattere battagliero comunque gli avrebbe difficilmente permesso di rinunciare all'azione. Alcuni giorni dopo l'abbattimento un aereo fascista paracadutò una cassa che conteneva il cadavere decapitato e martoriato di Gibelli: le successive indagini portarono a ricostruire che l'equipaggio si era salvato gettandosi col paracadute ma, caduto oltre le linee nemiche, era stato ucciso sul posto. Solo Primo Gibelli, individuato come comandante per le sue mostrine, venne torturato, senza esito, per carpire informazioni su presunti piani di attacco. 
O almeno queste furono le circostanze della morte così come raccontate dalle autorità repubblicane alla stampa internazionale, alla quale il cadavere martoriato di Gibelli venne ampiamente mostrato. Ma rapidamente presso diversi corrispondenti di guerra neutrali si fece largo l'opinione che si fosse trattato di una messinscena della propaganda comunista: vi erano diversi elementi poco credibili, come il fatto che lo stesso paracadute usato per lanciare la cassa si fosse impregnato di sangue; cassa che poi in seguito a successivi approfondimenti risultò provenire da un magazzino di Madrid che certo non poteva essere sotto il controllo degli insorti. In un suo articolo, l'inviato dell'Associated Press H. Edward Knoblaugh scrisse che, secondo quanto aveva scoperto nella sua inchiesta, il presunto corpo di Gibelli apparteneva in realtà a un operaio madrileno morto durante un bombardamento (Cfr. Edward Knoblaugh, "Correspondant in Spain", Sheed & Ward, 1937).

## Onorificenze e memoria
Per il suo comportamento eroico fu decorato con l'Ordine di Lenin e proclamato eroe dell'Unione Sovietica. Durante il cinquantesimo anniversario della fondazione del PCI, il segretario del partito Luigi Longo ha consegnato ad Ernestina, la figlia di Primo Gibelli, una medaglia d'oro a ricordo fatta espressamente pervenire dalle autorità moscovite, ma soprattutto fra gli operai moscoviti del ramo automobilistico per molti anni la memoria di Gibelli è rimasta viva.
Nel 1981 Ernestina si recò in Spagna per recuperare la salma del padre, senza però riuscire a identificarla: ciò si spiega in quanto durante gli anni del regime fascista di Franco le salme dei caduti repubblicani avevano subito diversi spostamenti venendo infine trasportate nel cimitero di Fuencarral.